# Emund le Vieil
Emund III le Vieil, Emund ou Eymund, fils d'Olof Skötkonung, succède à son demi frère Anund Jacob comme roi de Suède de 1050 à 1060. Son gendre Stenkill Rögnvaldsson lui succède.

## Biographie
Emund le Vieil (Gamle) est le fils d'Olof Skötkonung et de sa concubine Edla, une fille du jarl de Vindland. Il a deux sœurs utérine nommé Astrid et Holmfrid. Ses demi frère-et demi-sœur, nés de l'union légitime d'Olof avec la reine Estrid des Obotrites, sont Anund Jacob et Ingegerd. Selon le récit du XIIIe siècle de Snorri Sturluson, Estrid est mal disposé à leur égard et traite durement ses beaux enfants. Né vers 1000 Emund est élevé dans la famille de sa mère et  « ne faisait pas grand cas de notre religion » selon Adam de Brême.
L'auteur médiéval se montre peu élogieux à l'égard d'Emund, contrairement à son frère Anund. Lucie Malbos y voit une pratique fréquente lorsqu'il évoque des souverains qui mènent une politique hostile à l'archevêché d'Hambourg. Il est donc probable qu'Emund tente de soutenir la mise en place d'un évêque qui échappe à leur contrôle. Si la politique d'Emund est méconnue, le développement du christianisme ne semble pas interrompu durant son règne.
Il succède à son frère cadet Anund Jacob, le fils légitime du roi. Selon la saga de Hervor et du roi Heidrekr « à son époque les suédois abandonnent le christianisme ». Il sera pour cela également surnommé(Slemme)  c'est-à-dire le mauvais. Il épousa vers 1040 Astrid, fille de Njal Finnson, jarl de Hålogaland, qui était également la seconde femme et la veuve de Ragnvald Ulfsson le jarl de Västergötland.
Avec le décès d'Emund le Vieil, la dynastie de Munsö prend fin.

## Postérité
- Önund ;
- une fille anonyme, parfois identifiée avec la mythique Ingamoder qui épousa Stenkil Ragnvaldsson selon la  saga de Hervor et du roi Heidrekr[5] qui sera son successeur et qui est considéré toujours par Adam de Brême comme « le neveu ou le fils adoptif du roi ».

## Sources
- (sv) article de Sture Bolin dans Svenskt biografiskt lexikon: Emund Gamle consulté le 27 mars 2014.
- Régis Boyer (traduite et présentée par), La Saga de Saint Olaf, Paris, Payot, 1983 (ISBN 2-228-13250-0).
- Régis Boyer (traduite et présentée par), La saga de Hervor et du roi Heidrekr, Paris, Berg International, 1988 (ISBN 978-2900269534), Chapitre XV  « Les ancêtres des rois Danois et Suédois ».